# Scotiabank
The Bank of Nova Scotia alternativt Scotiabank, franska: Banque de Nouvelle-Écosse alternativt Banque Scotia, är en kanadensisk multinationell bankkoncern som erbjuder olika sorters finansiella tjänster till sina 23 miljoner kunder i Asien-Stillahavsregionen, Nordamerika och Sydamerika. De rankades 2016 som världens 81:a- och Kanadas tredje största publika bolag.
Banken grundades den 30 mars 1832 i Halifax i Nova Scotia och flyttade 1900 till Toronto i Ontario.
För 2016 hade de en omsättning på nästan C$26,4 miljarder och i juli 2017 hade en personalstyrka på 89 191 anställda.